# Harry Cohn
Harry Cohn (Nueva York, 23 de julio de 1891 - Phoenix, 27 de febrero de 1958) fue cofundador, presidente y director de producción de la Columbia Pictures Corporation.

## Biografía
Cohn nació en una familia judía de clase trabajadora en la ciudad de Nueva York. Su padre, Joseph Cohen, era un sastre procedente de Alemania, y su madre, Bella Joseph, era de la Zona de Asentamiento del Imperio Ruso. Después de trabajar durante un tiempo como conductor de tranvía, y luego como «demostrador de canciones» (término con el que se conocía a los pianistas y vocalistas que a principios del siglo XX trabajaban en grandes almacenes y editoriales musicales mostrando las nuevas partituras) para una imprenta de partituras, consiguió un trabajo con Universal Pictures, donde su hermano, Jack Cohn, ya estaba empleado. En 1919, Cohn se unió a su hermano y Joe Brandt para fundar la CBC Film Sales Corporation. Las iniciales oficialmente representaban a «Cohn, Brandt y Cohn», pero Hollywood se dio cuenta de los esfuerzos de bajo presupuesto y clase baja de la compañía y la apodó jocosamente CBC «Corned Beef and Cabbage» (col y carne enlatada). Harry Cohn manejó la producción cinematográfica de la compañía en Hollywood, mientras su hermano manejaba sus finanzas desde Nueva York. La relación entre los dos hermanos no siempre fue buena, y Brandt, al encontrar la sociedad estresante, finalmente vendió su tercera parte de la compañía a Harry Cohn, quien asumió el cargo de presidente, momento en el cual la firma pasó a llamarse Columbia Pictures Corporation.
La mayor parte de los primeros trabajos de Columbia fueron cintas de acción protagonizadas por Jack Holt. Columbia no pudo librarse de su estigma como estudio pobre hasta 1934, cuando la comedia de Columbia del director Frank Capra Sucedió una noche arrasó en taquilla y en los Premios de la Academia. Los expositores que antes no tocaban el producto Columbia se convirtieron en clientes estables. Como una compañía integrada horizontalmente que solo controlaba la producción y distribución, Columbia había estado a merced de los propietarios de teatros. Columbia amplió su alcance para ofrecer a los espectadores un programa regular de funciones, temas cortos, seriales, diarios de viaje, noticiarios deportivos y dibujos animados hechos económicamente. Cada año Columbia lanzaba algunas producciones «con clase» (Lost Horizon, Holiday, Mr Smith Goes to Washington, The Jolson Story, Gilda, All the King's Men, etc.), pero dependía de sus producciones populares de «presupuesto» para mantener solvente a la empresa. Durante el mandato de Cohn, el estudio siempre obtuvo ganancias.
Cohn no construyó un grupo exclusivo de estrellas de cine como otros estudios. En cambio, lo habitual era que firmase con actores que generalmente trabajaban para estudios más caros (Wheeler & Woolsey, Cary Grant, Katharine Hepburn, Mae West, Humphrey Bogart, Dorothy Lamour, Mickey Rooney, Chester Morris, Warren William, Warner Baxter, Sabu, Gloria Jean, Margaret O’Brien, etc.) para atraer una audiencia ya predispuesta. Las propias estrellas de Columbia generalmente subieron de actores secundarios a intérpretes destacados (Jean Arthur, Rita Hayworth, Larry Parks, Julie Bishop, Lloyd Bridges, Bruce Bennett, Jock Mahoney, etc.). Algunos de los productores y directores de Columbia también se graduaron de posiciones menores como actores, escritores, músicos y asistentes de dirección.
Cohn era conocido por su estilo de gestión autocrático e intimidatorio. Cuando asumió el cargo de presidente de Columbia, también se mantuvo como jefe de producción, concentrando así un enorme poder en sus manos. Respetaba el talento por encima de cualquier atributo personal, pero se aseguró de que sus empleados supieran quién era el jefe. El escritor Ben Hecht se refirió a él como «Colmillo Blanco». Un empleado de Columbia lo llamó «el monarca más absoluto que Hollywood haya conocido». Se dijo que «tenía dispositivos de escucha en todos los escenarios de sonido y podía sintonizar cualquier conversación en el set, y luego disparar por un altavoz si escuchaba algo que le desagradaba». A lo largo de su mandato, su apodo más popular fue «King Cohn».
Moe Howard de los Tres Chiflados recordó que Cohn era «un verdadero tipo Jekyll-Hyde; socialmente, podía ser muy encantador». Se sabía que Cohn gritaba y maldecía a los actores y directores en su oficina toda la tarde, y los saludaba cordialmente en una cena por la noche. Se sugiere que Cohn cultivó deliberadamente su reputación de tirano, ya sea para motivar a sus empleados o simplemente porque aumentaba su control del estudio. Se dice que Cohn mantuvo una fotografía firmada de Benito Mussolini, a quien conoció en Italia en 1933, en su escritorio hasta el comienzo de la Segunda Guerra Mundial (Columbia produjo el documental Mussolini Speaks en 1933, narrado por Lowell Thomas). Cohn también tenía varios vínculos con el crimen organizado. Tenía una larga amistad con el mafioso de Chicago John Roselli, y el jefe de la mafia de Nueva Jersey Abner Zwillman fue la fuente del préstamo que permitió a Cohn comprar a su compañero Brandt. El estilo descarado, ruidoso e intimidatorio de Cohn se convirtió en una leyenda de Hollywood y, según los informes, fue retratado en varias películas. Los personajes interpretados por Broderick Crawford en All the King's Men (1949) y Nacida ayer (1950) supuestamente se inspiran en el jefe de Columbia, como también Jack Woltz, un magnate cinematográfico que aparece en The Godfather (1972).
A su manera, Harry Cohn era sentimental sobre ciertos asuntos profesionales. Recordó las valiosas contribuciones de Jack Holt durante los años difíciles de Columbia, y lo mantuvo bajo contrato hasta 1941. Cohn contrató a los Tres Chiflados en 1934 y, según Larry Fine, «pensó que le trajimos suerte». Cohn mantuvo a los Chiflados en su nómina hasta finales de 1957. A Cohn le gustaban las que llamaba «esas pequeñas y horribles películas “B”», y siguió haciéndolas, junto con comedias de dos rollos y seriales cinematográficos, después de que los otros estudios hubieran dejado de producirlas.
Según el biógrafo Michael Fleming, Cohn obligó a Curly Howard de los Chiflados a seguir trabajando después de sufrir una serie de accidentes cerebrovasculares menores, lo que probablemente contribuyó a un mayor deterioro de la salud de Howard y su eventual retiro y muerte prematura.

## Vida personal
Cohn estuvo casado con Rose Barker de 1923 a 1941 y con la actriz Joan Perry (1911-1996) desde 1941 hasta su muerte en 1958. Su sobrina fue Leonore «Lee» Cohn Annenberg, esposa del magnate multimillonario de las publicaciones Walter Annenberg de Filadelfia. Su padre era Maxwell Cohn, hermano de Harry y Jack Cohn.

## Controversias

### Acusaciones de acoso sexual
Varias personas han afirmado que Cohn esperaba, o al menos pidió, obtener sexo de estrellas femeninas a cambio de empleo. Según el escritor Joseph McBride, Jean Arthur renunció al negocio porque Cohn solía acosar a las actrices. Cuando Joan Crawford fue sometida a los avances de Cohn después de firmar un contrato de tres películas con Columbia, ella rápidamente lo detuvo diciendo: «Mantenla dentro de los pantalones, Harry. Mañana comeré con Joan y los niños [la esposa de Cohn y sus hijos]».
La relación de Cohn con Rita Hayworth estuvo llena de agravantes. La biografía de Hayworth, If This Was Happiness, describe cómo se negó a acostarse con Cohn y cómo esto lo enfureció. Sin embargo, debido a que Hayworth era una propiedad tan valiosa, Cohn la mantuvo bajo contrato porque ella ganaba dinero para él. Durante los años que trabajaron juntos, cada uno hizo todo lo posible para irritar al otro, a pesar de su larga relación laboral que produjo buenos resultados. Cohn quería preparar a Mary Castle como la sucesora de Hayworth. 

### Acusaciones de conexiones con la mafia
En un documental de la BBC, Sammy Davis Jr. - The Kid in the Middle, junto con el episodio de la estrella titular de TV One Unsung Hollywood, se afirmó que Cohn, para poner fin a la relación de Kim Novak con él, que era un hombre negro, tenía mafiosos que lo amenazaban con dejarlo ciego o romperle las piernas si no se casaba con una mujer negra en cuarenta y ocho horas.

## Muerte
Cohn fue el último magnate de las películas de Hollywood de la época del sistema de estudios, conservando el poder después de la partida de rivales como Darryl F. Zanuck y Louis B. Mayer. Sufrió un repentino infarto de miocardio en febrero de 1958 en el Arizona Biltmore Hotel en Phoenix, Arizona, poco después de haber terminado la cena, y murió en una ambulancia camino al Hospital St. Joseph’s.
El muy concurrido funeral de Cohn fue el tema de la famosa (quizás apócrifa) cita atribuida a Red Skelton: «Prueba lo que Harry siempre dijo: dale al público lo que quiere y saldrán por él». Está enterrado en el Hollywood Forever Cemetery en Hollywood.